# 梅山猪
梅山猪是中国的一个家猪品种，属于太湖猪的一个类群，原产于上海嘉定区以及江苏太仓、昆山等地，主要分布于浏河两岸。梅山猪已出口阿尔巴尼亚、法国、泰国、匈牙利、罗马尼亚、朝鲜、日本、英国、美国等国，其中法国、日本、美国都曾对其进行过系统研究。
梅山猪原先有三种类型，分别为小型梅山猪（俗称“朝板脸”）、大胳伙型（俗称“骆驼脚”）、马陆型（俗称“木鱼头”）。在经过各类型之间的不断杂交与选育之后，1960至1970年代逐渐产生了按体形划分的中型梅山猪（又称中梅山猪、粗脚梅山猪）与小型梅山猪（又称小梅山猪、细脚梅山猪）两种。其中中型梅山猪体形较大、皮较厚且粗、额部皱纹多而深，小型梅山猪则体形较小、皮较薄、皱纹少。两者的四肢皆有“四白脚”特征。
梅山猪于2000年被列入《国家级畜禽遗传资源保护名录》。2003年上海市嘉定区梅山猪育种中心正式成立，其后于2008年被确定为国家级梅山猪资源保护场。2010年，《上海市地方标准·梅山猪》颁布。